# Абайський степ
Аба́йський степ — міжгірна улоговина в Центральному Алтаї, в Республіці Алтай, Росія.
Улоговина розташована між гірськими хребтами Холзун на південному заході та Теретинським на північному сході.
Довжина западини становить приблизно 25 км, висота — 1 100 м над рівнем моря, ширина 6—9 км.
Улоговина дренується річками Кокса та Абай (звідси й назва) басейну річки Катунь.
Територія вкрита степовою рослинністю, більша частина якої обробляється.